# Жолболди
Жолболди́ (каз. Жолболды) — село у складі Актогайського району Павлодарської області Казахстану. Адміністративний центр Жолболдинського сільського округу.
Населення — 391 особа (2021; 547 у 2009, 957 у 1999, 1326 у 1989).
Національний склад станом на 1989 рік:
- казахи — 66 %.

До 1993 року село називалось Новоалексієвка, станом на 1989 рік називалось Ново-Алексієвка.